# Петровский, Сергей Антонович
Сергей Антонович Петровский (1863—1944) — воронежский адвокат и общественный деятель, член III Государственной думы от Воронежской губернии.

## Биография
Сын сельского священника, потомственный почётный гражданин. Домовладелец города Воронежа.
Среднее образование получил в Воронежской духовной семинарии (1878—1880) и Воронежской гимназии (1882—1883). В 1883 году поступил на медицинский факультет в университет Св. Владимира в Киеве, через год перешёл там на юридический факультет, который окончил в 1888 году со степенью кандидата прав.
По окончании университета вернулся в Воронеж, где занялся адвокатской практикой, состоял присяжным поверенным. С 1890-х годов принимал деятельное участие в общественной жизни Воронежа, занимался вопросами народного просвещения. С 1898 года избирался гласным Воронежской городской думы, а с 1907 года — гласным Воронежского губернского земского собрания.
Был членом «Союза освобождения», в 1904—1905 годах участвовал в съездах земских и городских деятелей в Москве. 20 октября 1905 года публично поддержал Октябрьский манифест, призвав воронежцев «немедленно прекратить всякие забастовки и обратиться к труду». За эту речь обвинялся революционерами в «черносотенстве». Стал одним из организаторов «Союза 17 октября», был членом бюро партии. После неудачной избирательной кампании в I Государственную думу примкнул к партии кадетов, однако уже в конце 1906 года вновь вступил в «Союз 17 октября». Впоследствии отрицал свою принадлежность к кадетской партии, указывая, что был лишь членом их фракции в Государственной думе.
21 сентября 1908 года на дополнительных выборах от 1-го съезда городских избирателей Воронежской губернии избран в Государственную думу на место отказавшегося А. Н. Безрукова (баллотировался по списку октябристов, при поддержке Воронежского отдела Всероссийского национального союза). Входил во фракцию кадетов. Состоял членом комиссий: земельной, по городским делам, по местному самоуправлению, по судебным реформам, по запросам, а также по исполнению государственной росписи доходов и расходов.
В 1917 году приветствовал Февральскую революцию, участвовал в выборах в Учредительное собрание по списку кадетов, однако избран не был. После Октябрьской революции преподавал гражданское право в Воронежском университете. В сентябре 1919 года был взят большевиками в заложники, вскоре освобождён отрядами генерала Шкуро. В конце 1919 выехал на Юг, жил в Туапсе. Был арестован в 1920 году при занятии города РККА, затем освобождён.
В 1921 году вернулся в Воронеж, в 1922—1929 годах служил юрисконсультом в Управлении Юго-Восточной железной дороги, затем вышел на пенсию. 26 марта 1931 года был арестован, обвинялся в участии в контрреволюционной организации (статьи 58-10, 58-11 УК РСФСР). 5 июня 1931 года коллегией ОГПУ по Центрально-Чернозёмной области приговорён к 5 годам лагерей. Отбывал наказание в Вишерском ИТЛ на Урале. После неоднократных жалоб в прокуратуру срок был заменён ссылкой. В 1935 году Петровский был освобождён, после чего вернулся в Воронеж. Во время немецкой оккупации оставался в Воронеже, во время боёв в городе был перемещён за пределы города и проживал в селе Девица Семилукского района. После занятия Воронежа Красной армией вернулся в город. Умер в 1944 году. Похоронен на Терновом кладбище.
Был женат.

Мемориальная доска в Воронеже. Пр. Революции, 3

Жил в доме (пр. Революции, 3), где в 1870 году родился видный русский писатель Иван Бунин. Сын Петровского в 1980 году завещал этот дом организуемому в нём дому-музею И. А. Бунина.